# Jean Dréville
Jean François Alexandre Dréville est un réalisateur français, né le 20 septembre 1906 à Vitry-sur-Seine et mort le 5 mars 1997 à Vallangoujard.

## Biographie
Formé au dessin publicitaire, à l'illustration et à la photographie, Jean Dréville publie des articles dans les rubriques cinématographiques de L'Intransigeant, Comœdia et Paris-Matinal, ainsi que dans trois revues qu'il édite en 1927-1929 : Cinégraphie, Photo-Ciné et On tourne. Il réalise son premier film en 1928 (un documentaire sur le tournage de L'Argent de Marcel L'Herbier).
Un film qui se proposait d'illustrer, sous forme romancée, les atrocités du régime nazi, annoncé par Les Films Vog en février 1940 (Titre de travail: Gestapo; scénario de Marcel Allain, adaptation et dialogues de Pierre Véry et Pierre Laroche) n'a pu être réalisé.
Il rencontre en 1944 Noël-Noël, avec qui il tourne notamment Les Casse-pieds (1948) pour lequel il obtient le prix Louis-Delluc. Il fait débuter Bourvil au cinéma en 1945 en lui faisant pousser la chansonnette dans La Ferme du pendu.
Son film La Cage aux rossignols a inspiré le premier long métrage de Christophe Barratier, Les Choristes.
Il travaille à plusieurs reprises pour la télévision, notamment pour la Mini-série Le Voyageur des siècles en 1970. Présentée, d'après le générique des épisodes, comme une « Julvernerie moderne », elle est écrite par Noël-Noël, d'abord développée pour le cinéma, puis finalement pour le petit écran sous l'égide de Michel Canello de Telfrance. D’un projet de départ de deux heures, Noël-Noël adapte quatre épisodes pour une durée totale de six heures, sans trop dénaturer cette histoire de Paradoxe temporel. Cependant, frustré de ne pas avoir réussi à en faire un film de cinéma, Noël-Noël, également comédien, ne joue pas dans la série, pensant qu’avec des moyens aussi étriqués que ceux de la télévision le résultat risquait d'être décevant. D'un budget de deux millions de francs de l'époque, la Mini-série est tournée en soixante-neuf jours, du 20 octobre 1969 au 19 janvier 1970. Elle passe relativement inaperçue car diffusée en plein mois d'août 1971. En 2012, l'Institut national de l'audiovisuel lui donne une seconde jeunesse en l'éditant à partir de masters restaurés en coffret 2 DVD dans sa collection "Les inédits fantastiques".
Marié de 1952 jusqu'à sa mort à l'actrice Véronique Deschamps, Jean Dréville est le père de l'actrice Valérie Dréville.
Il est inhumé au cimetière de Vallangoujard, dans le Val-d'Oise.

## Filmographie partielle

### Cinéma
Réalisateur
- 1928 : Autour de L'Argent (court-métrage documentaire)
- 1929 : Créosote (Creosoot) (documentaire)
- 1929 : Quand les épis se courbent (documentaire)
- 1930 : Physiopolis (documentaire)[3]
- 1931 : A la Varenne (court-métrage)
- 1932 : Le Baptême du petit Oscar (moyen métrage)
- 1932 : Pomme d'amour
- 1933 : Trois pour cent
- 1933 : La Chanson du muguet (chanson filmée)
- 1933 : À la Varenne (Java chantée) (chanson filmée avec André Perchicot)
- 1933 : Midi (court métrage)
- 1934 : Un homme en or
- 1935 : Coup de vent
- 1935 : Touche-à-tout
- 1936 : Les Petites Alliées
- 1937 : Troïka sur la piste blanche
- 1937 : Maman Colibri
- 1937 : Les Nuits blanches de Saint-Pétersbourg
- 1938 : Le Joueur d'échecs
- 1939 : Son oncle de Normandie
- 1939 : La Brigade sauvage coréalisé avec Marcel L'Herbier
- 1940 : Le Président Haudecœur
- 1942 : Annette et la Dame blonde
- 1942 : Les Cadets de l'océan
- 1942 : Les affaires sont les affaires
- 1943 : Les Roquevillard
- 1943 : Tornavara
- 1945 : La Cage aux rossignols
- 1945 : La Ferme du pendu
- 1946 : Le Visiteur
- 1947 : Copie conforme
- 1948 : Les Casse-pieds
- 1948 : La Bataille de l'eau lourde
- 1949 : Retour à la vie (sketch : Le Retour de Jean)
- 1950 : Le Grand Rendez-vous
- 1952 : Les Sept Péchés capitaux (épisode : La Paresse)
- 1952 : La Fille au fouet
- 1953 : Horizons sans fin
- 1954 : La Reine Margot
- 1955 : Escale à Orly
- 1957 : La Belle et le Tzigane - Coréalisateur : Márton Keleti
- 1957 : Les Suspects
- 1958 : À pied, à cheval et en spoutnik
- 1960 : Normandie-Niémen
- 1961 : La Fayette
- 1966 : La Sentinelle endormie
- 1965 : La Nuit des adieux (Troisième Jeunesse)

Assistant réalisateur
- 1934 : Le Bonheur de Marcel L'Herbier

Acteur
- 1927 : Napoléon d'Abel Gance
- 1981 : Cinématon #155 de Gérard Courant

### Télévision
- 1965 : Histoires d'hommes (téléfilm)
- 1969 : La Légende de Bas-de-Cuir (Die Lederstrumpferzählungen) (avec Pierre Gaspard-Huit et Sergiu Nicolaescu) (feuilleton télévisé)
- 1971 : Le Voyageur des siècles (feuilleton télévisé)